# Chase Gasper
Chase Gasper, né le 25 janvier 1996 à Alexandria en Virginie, est un joueur international américain de soccer. Il joue au poste d'arrière gauche au Fire de Chicago en MLS.

## Biographie

### Parcours universitaire
Chase Gasper obtient son diplôme de secondaire à Gonzaga College High School de Washington, D.C. en 2014. Il joue ensuite au soccer au niveau universitaire à l'Université de Californie à Los Angeles, en Californie, entre 2014 et 2016. Lors de la saison 2014, les Bruins participent aux séries éliminatoires du championnat de la NCAA où ils remportent leurs trois rencontres et accèdent au tournoi final, la College Cup. Lors de la demi-finale, le 12 décembre face aux Friars de Providence, il inscrit, au cours de la prolongation, le fameux but en or. Les Bruins l'emportent 3-2, et se qualifient pour la finale. En finale, les Bruins perdent aux tirs au but face aux Cavaliers de la Virginie,. La saison suivante, les Bruins participent une nouvelle fois aux séries éliminatoires du championnat de la NCAA mais perdent au second tour face aux Redhawks de Seattle (en) (défaite 1-0). Pour sa dernière saison, il ne joue que trois rencontres en raison d'une blessure. En 43 rencontres, il inscrit deux buts et sept passes décisives avec les Bruins de l'UCLA. 
En août 2017, il rejoint l'Université du Maryland pour se rapprocher de son père malade qui est atteint de neuropathie des petites fibres. Lors de la saison 2017, les Terrapins participent aux séries éliminatoires du championnat de la NCAA où ils sont éliminés au premier tour par les Great Danes d'Albany. Pour sa dernière saison, il délivre trois passes décisives face aux Buckeyes d'Ohio State le 19 octobre 2018 (victoire 5-0),. Puis à la fin de la saison, les Terrapins participent une nouvelle fois aux séries éliminatoires du championnat de la NCAA où ils remportent leurs trois rencontres et accèdent au tournoi final, la College Cup. Les Terrapins remportent la finale face aux Zips d'Akron (victoire 1-0),,. En 29 rencontres, il délivre cinq passes décisives avec les Terrapins du Maryland.

### Parcours en club

#### Premières saisons professionnelles au Minnesota
Ses performances lui valent d'être invité au MLS Combine de 2019 puis d'être repêché par Minnesota United en quinzième position lors de la MLS SuperDraft de 2019,. Il participe ensuite à la préparation de la saison de la MLS des minnésotains et convint Adrian Heath de lui offrir son premier contrat professionnel le 16 février 2019.
Le début de saison 2019 de Chase Gasper est perturbé par une blessure musculaire mais il revient sur les terrains en juin,. Le 8 juin, il participe à son premier match avec la franchise basée à Minneapolis-Saint Paul en entrant à la 57e minute à la place de Michael Boxall, lors d'une rencontre de Major League Soccer contre les Rapids du Colorado (défaite 1-0),. Lors de son deuxième match avec les Loons, il dispute sa première rencontre titulaire contre le FC Cincinnati, lors d'une large victoire de 7-1,. Lors de la finale de la U.S. Open Cup contre Atlanta United, il dispute la rencontre en tant que titulaire, mais le club s'incline deux buts à un,.
Lors de la saison 2021, Gasper participe à trente rencontres en MLS, en plus de participer à un match en séries éliminatoires face aux Timbers de Portland le 21 novembre 2021.
À la suite d'un premier exercice plein dans sa carrière professionnelle, l'entre-saison est plus compliquée pour Chase Gasper qui fait face à des problèmes personnels de longue date et il décide alors de trouver un soutien psychologique au sein du programme d'aide spécialisé de la MLS au milieu du mois de mars 2022. Après un mois loin des terrains, il retrouve ses partenaires à l'entraînement à la mi-avril avant de jouer ses premières minutes de la saison à l'occasion du troisième tour de la Coupe des États-Unis face au Forward Madison le 20 avril. Quelques jours plus tard, il est transféré au Galaxy de Los Angeles pour 450 000 dollars, un montant pouvant monter à 750 000 dollars en fonction de ses performances.

#### Bref passage au Galaxy de Los Angeles
Arrivé au Galaxy de Los Angeles dans les premiers mois de la saison 2022, Chase Gasper retrouve Los Angeles où il a évolué à l'université avec les Bruins de l'UCLA et cherche à se relancer, sportivement et personnellement. Il obtient rapidement du temps de jeu en Californie participe à sa première rencontre avec la franchise angeline dès le 8 mai 2022, entrant dans la partie à l'heure de jeu pour remplacer Kévin Cabral dans une victoire 0-1 face à l'Austin FC. Sous les ordres de Greg Vanney, il apporte principalement de la profondeur au poste de latéral gauche mais ne parvient pas à s'imposer comme titulaire malgré l'absence pour blessure de Jorge Villafaña.
Absent de toute feuille de match du Galaxy au début de la saison 2023, Chase Gasper est finalement libéré par son club le 13 avril 2023.

#### Nouveau départ au Dynamo de Houston
Le 16 avril 2023, soit trois jours après son départ du Galaxy, Chase Gasper s'engage en faveur du Dynamo de Houston.

### Parcours en sélection (depuis 2020)
Chase Gasper fait un passage au pré-camp d'entraînement de la IMG Soccer Academy du 2 au 9 novembre 2019 où il est appelé avec la sélection nationale afin de préparer les deux dernières rencontres de la Ligue A de la Ligue des nations contre le Canada et Cuba. Finalement il n'est pas sélectionné dans le groupe final pour participer aux rencontres de la Ligue des nations. Il participe à son second camp d'entraînement de la IMG Soccer Academy du 6 au 25 janvier 2020 où il est appelé avec la sélection nationale afin de préparer le match amical face au Costa Rica.
Le 1er février 2020, il honore sa première sélection contre le Costa Rica en match amical. Lors de ce match, il entre à la 77e minute de la rencontre, à la place de Sam Vines. Le match se solde par une victoire de 1-0 des Américains,,,.

## Palmarès
Terrapins du Maryland
- Vainqueur du Championnat NCAA en 2018

 Minnesota United
- Finaliste de la Coupe des États-Unis en 2019

## Statistiques détaillées

### Statistiques en club
| Saison                | Club                  | Championnat           | Championnat | Championnat | Championnat | Coupe(s) nationale(s) | Coupe(s) nationale(s) | Coupe(s) nationale(s) | Compétition(s) continentale(s) | Compétition(s) continentale(s) | Compétition(s) continentale(s) | Compétition(s) continentale(s) | Séries | Séries | Séries | États-Unis | États-Unis | États-Unis | Total | Total | Total |
| Saison                | Club                  | Division              | M.          | B.          | P.d.        | M.                    | B.                    | P.d.                  | Comp.                          | M.                             | B.                             | P.d.                           | M.     | B.     | P.d.   | M.         | B.         | P.d.       | M.    | B.    | P.d.  |
| 2019                  | Minnesota United      | MLS                   | 15          | 0           | 0           | 5                     | 0                     | 0                     | -                              | -                              | -                              | -                              | 1      | 0      | 0      | -          | -          | -          | 21    | 0     | 0     |
| 2020                  | Minnesota United      | MLS                   | 18          | 1           | 2           | -                     | -                     | -                     | -                              | -                              | -                              | -                              | 3+3    | 0      | 0      | 1          | 0          | 0          | 25    | 1     | 2     |
| 2021                  | Minnesota United      | MLS                   | 30          | 1           | 0           | -                     | -                     | -                     | -                              | -                              | -                              | -                              | 1      | 0      | 0      | -          | -          | -          | 31    | 1     | 0     |
| 2022                  | Minnesota United      | MLS                   | 0           | 0           | 0           | 1                     | 0                     | 0                     | -                              | -                              | -                              | -                              | -      | -      | -      | -          | -          | -          | 1     | 0     | 0     |
| Sous-total            | Sous-total            | Sous-total            | 63          | 2           | 2           | 6                     | 0                     | 0                     | -                              | 0                              | 0                              | 0                              | 8      | 0      | 0      | 1          | 0          | 0          | 78    | 2     | 2     |
| 2022                  | Galaxy de Los Angeles | MLS                   | 17          | 0           | 0           | 0                     | 0                     | 0                     | -                              | -                              | -                              | -                              | -      | -      | -      | -          | -          | -          | 17    | 0     | 0     |
| 2023                  | Galaxy de Los Angeles | MLS                   | 0           | 0           | 0           | -                     | -                     | -                     | -                              | -                              | -                              | -                              | -      | -      | -      | -          | -          | -          | 0     | 0     | 0     |
| Sous-total            | Sous-total            | Sous-total            | 17          | 0           | 0           | 0                     | 0                     | 0                     | -                              | -                              | -                              | -                              | -      | -      | -      | -          | -          | -          | 17    | 0     | 0     |
| 2023                  | Dynamo de Houston     | MLS                   | 0           | 0           | 0           | 0                     | 0                     | 0                     | LCup                           | 0                              | 0                              | 0                              | -      | -      | -      | -          | -          | -          | 0     | 0     | 0     |
| Total sur la carrière | Total sur la carrière | Total sur la carrière | 80          | 2           | 2           | 6                     | 0                     | 0                     | -                              | 0                              | 0                              | 0                              | 8      | 0      | 0      | 1          | 0          | 0          | 95    | 2     | 2     |